# Yed Posterior
Yed Posterior (ε Ophiuchi / ε Oph / 2 Ophiuchi) es una estrella en la constelación de Ofiuco de magnitud aparente +3,23. El nombre de Yed Posterior tiene un origen mixto. La palabra Yed proviene del árabe «mano», y la palabra Posterior proviene del latín «detrás», ya que sigue a Yed Prior (δ Ophiuchi) en su movimiento a través del cielo. Junto a esta última forma una doble óptica, las dos estrellas situadas en la mano de Ofiuco. No existe relación física entre ambas, estando Yed Prior situada a 170 años luz del sistema solar, y Yed Posterior, más próxima, a 108 años luz.
Yed Posterior es una gigante amarillo-naranja de tipo espectral G9.5IIIb con una temperatura efectiva de 4850 K. Su radio, 11 veces más grande que el radio solar, no es muy grande tratándose de una estrella gigante, siendo su luminosidad 61 veces mayor que la del Sol. Es deficiente en cianógeno (CN), molécula característica de las atmósferas de gigantes de tipo G y K, lo que implica que pertenece a una población más antigua que la del Sol. Al igual que otras gigantes similares es una fuente débil de rayos X.
Su masa es unas tres veces mayor que la masa solar.
Una estrella de magnitud 12,4 a dos minutos de arco de Yed Posterior puede estar físicamente relacionada con ella; si es así, la separación real entre ambas sería de al menos 3600 UA.